# Симетрія в математиці

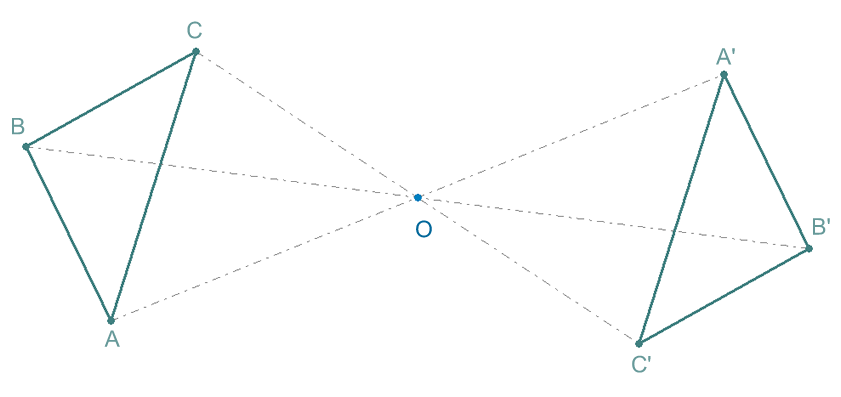
Два трикутника з точковою симетрією відображення в площині.

Симетрія зустрічається не тільки в геометрії, а й в інших галузях математики. Симетрія є одним з видів інваріантності — це така властивість, яка зберігається відносно певної множини перетворень.
Для заданого структурованого об'єкту X будь-якого походження, симетрія є відображенням об'єкта на себе, яке зберігає структуру. Це зустрічається в багатьох випадках, наприклад, якщо X є множина без додаткової структури, симетрією буде біективне відображення з множини на себе, що призводить до груп перестановок. Якщо об'єкт X буде множиною точок на площині з заданою метрикою або в будь-якому метричному просторі, то симетрією буде біекція X на себе, яка зберігає відстань між кожною парою точок X (ізометрією).
Взагалі, кожен вид структури в математиці має свій власний вид симетрії.

## Геометрична симетрія
Геометрична симетрія — для багатьох людей найбільш впізнаваний тип симетрії. Геометричний об'єкт називається симетричним, якщо існує ізометрія (відмінна від тотожного перетворення) об'єкту на себе, тобто він залишається незмінним після відображення. Наприклад, коло після обертання навколо свого центру буде мати ту ж саму форму і розмір, що і початкове коло. Тому кажуть, що коло симетричне щодо обертання або має симетрію обертання.
Типи симетрій, можливих для геометричного об'єкта, залежать від множини можливих геометричних перетворень і того, які саме властивості об'єкта повинні залишатися незмінними після перетворення. Оскільки композиція двох відображень буде новим відображенням, то симетрії утворюють групу.

## Симетрія в обчисленні

### Парні та непарні функції

#### Парні функції

ƒ(x) = x^{2} є парною функцією.

Нехай f(x) функція дійсної змінної. Тоді f буде парною, якщо для будь-якого x та -x з області визначення f виконується:
{\displaystyle f(-x)=f(x).\,}
З геометричної точки зору, графік парної функції симетричний щодо осі ординат, а це означає, що її графік залишається незмінним після симетричного відображення відносно осі у.
Приклади парних функцій: |x|, x2, x4, cos(x) та cosh(x).

#### Непарні функції

ƒ(x) = x^{3} є непарною функцією.

Нехай f(x) функція дійсної змінної. Тоді f буде непарною, якщо для будь-якого x та -x з області визначення f виконується:
{\displaystyle f(-x)=-f(x).\,}
Геометрично графік непарної функції має осьову симетрію щодо початку координат, це означає, що її графік залишається незмінним після оберту на 180 градусів навколо центру координат.
Прикладами непарних функцій є x, x3, sin(x), sinh(x) та erf(x).

### Інтегрування
Інтеграл від непарної функції від -А до +А дорівнює нулю (де А — число, а функція не має вертикальних асимптот між -А і А).
{\displaystyle \int _{-A}^{A}f(x)\,dx=0,\qquad \left(\forall x\in (-A;A)\colon f(-x)=-f(x)\right).}
Інтеграл парної функції від -А до + A дорівнює подвоєному інтегралу від 0 до +A (де А — число, а функція не має вертикальних асимптот між -А і А. Це також вірно, коли A — нескінченність, але тільки, якщо інтеграл сходиться).
{\displaystyle \int _{-A}^{A}f(x)\,dx=2\int _{0}^{A}f(x)\,dx,\qquad \left(\forall x\in (-A;A)\colon f(-x)=f(x)\right).}

## Симетрична група
Симетричною групою Sn на скінченній множині з n символів є група, елементами якої є всі перестановки з n символів та для яких груповою операцією є композиція (добуток) таких перестановок, які розглядаються як бієкція множини символів на себе.
Оскільки існує n! (n факторіал) всіх можливих перестановок множини з n символів, то випливає, що порядок (число елементів) симетричної групи Sn дорівнює n!.

### Симетричні многочлени
Симетричним многочленом називається многочлен P(X1, X2, …, Xn) від n змінних, такий, що при будь-якій перестановці виходить той же самий многочлен. Тобто, P буде симетричним многочленом, якщо для будь-якої перестановки σ індексів 1, 2, …, n виконується: P(Xσ(1), Xσ(2), …, Xσ(n)) = P(X1, X2, …, Xn).
Симетричні многочлени природним чином виникають при вивченні зв'язків між коренями многочлена від однієї змінної та його коефіцієнтів, оскільки коефіцієнти можуть бути задані поліноміальними виразами від коренів, і всі корені симетрично входять в цей вираз. З цієї точки зору елементарні симетричні многочлени є базовими симетричними многочленами. Фундаментальна теорема про симетричні многочлени стверджує, що будь-який симетричний поліном може бути виражений через елементарні симетричні многочлени, що означає, що кожний симетричний поліноміальний вираз в коренях многочлена може бути також заданий як поліноміальний вираз в коефіцієнтах многочлена.

## Симетрична матриця
У лінійній алгебрі, симетрична матриця — це квадратна матриця, яка дорівнює своєї транспонованій матриці:
{\displaystyle A=A^{\top }}.
Наступна 3×3 матриця симетрична:
{\displaystyle {\begin{bmatrix}1&7&3\\7&4&-5\\3&-5&6\end{bmatrix}}.}
Кожна квадратна діагональна матриця симетрична, якщо всі внедіагональні елементи рівні нулю. Аналогічно, кожен діагональний елемент кососиметричних матриць має дорівнювати нулю, так як симетричні елементи повинні відрізнятися знаком.